# Fernando de Barros e Silva
Fernando de Barros e Silva é um jornalista brasileiro. Foi colunista da Folha de S.Paulo, em que editou os cadernos "Brasil" e "Painel", e diretor de redação da revista Piauí. Desde 2018 é apresentador do podcast Foro de Teresina. É autor de Chico Buarque, livro publicado em 2004.
É filho de Carlos Augusto de Barros e Silva, advogado e ex-presidente do São Paulo Futebol Clube.